# Списак генерала и адмирала ЈНА: Ч и Џ
Списак генерала и адмирала Југословенске народне армије (ЈНА) чије презиме почиње на слова Ч и Џ, за остале генерале и адмирале погледајте Списак генерала и адмирала ЈНА.

### Ч
- Маријан Чад (1932—2020) генерал-потпуковник. Активна служба у ЈНА престала му је 1991. године.
- Јован Чакало (1918—1994) генерал-мајор. Активна служба у ЈНА престала му је 1967. године.[2]
- Зорко Чанади (1925—2003) генерал-пуковник. Активна служба у ЈНА престала му је 1987. године.[2][б]
- Стеван Чановић (1934—2023) генерал-мајор. Активна служба у ЈНА престала му је 1991. године.
- Бранко Чађо (1935—2022) генерал-мајор. Активна служба у ЈНА престала му је 1992. године.
- Борко Чаушев (1917—2001) генерал-пуковник. Активна служба у ЈА престала му је 1949. године.[3]
- Идриз Чејван (1921—2001) генерал-мајор. Активна служба у ЈНА престала му је 1977. године.
- Саво Челебић (1879—1955) генерал-мајор. Активна служба у ЈА престала му је 1946. године.[3]
- Јосип Черни (1903—2000) адмирал. Активна служба у ЈНА престала му је 1960. године.[3]
- Хасан Четић (1924—2010) генерал-мајор. Активна служба у ЈНА престала му је 1977. године.[4]
- Коста Чоловић (1932—1995) генерал-мајор. Активна служба у ЈНА престала му је 1992. године.
- Раде Чорак (1923—2011) генерал-потпуковник. Активна служба у ЈНА престала му је 1981. године.[5]
- Франце Чрнугељ (1921—2013) генерал-мајор. Активна служба у ЈНА престала му је 1977. године.[5]
- Никола Чубра (1933—1998) генерал-пуковник. Активна служба у ЈНА престала му је 1992. године.[5]
- Вјекослав Чулић (1934) вице-адмирал. Активна служба у ЈНА престала му је 1992. године.
- Фадиљ Чураноли (1926—2006) генерал-мајор. Активна служба у ЈНА престала му је 1985. године.[5]
- Сретен Чупић (1935—2005) генерал-мајор. Активна служба у ЈНА престала му је 1992. године.

### Џ
- Миомир Џанкић (1935) генерал-мајор. Активна служба у ЈНА престала му је 1989. године.
- Ахмед Џубо (1921—2005) генерал-мајор. Активна служба у ЈНА престала му је 1977. године.[6]